# جيري كيلينغ
جيري كيلينغ (بالإنجليزية: Jerry Keeling)‏ هو لاعب كرة قدم كندية أمريكي، ولد في 2 أغسطس 1939 في باريس في الولايات المتحدة، وتوفي في 19 يناير 2018 في تلسا في الولايات المتحدة.